# Гиршфельд, Густав
Пауль Оскар Густав Гиршфельд (нем. Gustav Hirschfeld; 4 ноября 1847, Пиритц (ныне Пыжице, Западно-Поморское воеводство, Польша) — 10 апреля 1895, Висбаден) — немецкий археолог.

## Биография
Родился в еврейской семье. Его отец Гирш (Герман) Гиршфельд (ум. 1880) был занят в торговле, мать — Генриетта Штаргардт (1821—1883). Обучался в университетах Тюбингена, Лейпцига и Берлина . С 1870 года в качестве стипендиата Немецкого археологического института жил в Греции, Италии и Малой Азии.
С 1875 по 1877 год руководил раскопками в Олимпии, за что был назначен экстра-ординарным профессором (1878), затем профессором (1880) в Кёнигсбергском университете.
Его сочинения имели большое значение в расшифровке Древнегреческой вазописи, топографии Греции и Малой Азии и исторической географии.

## Избранные труды
- «Tituli statuarum sculptorumque graecorum» (Берлин, 1871);
- «Athena und Marsyas» (Берлин, 1872);
- «Paphlagonische Felsengraeber» (Берлин, 1875);
- «Berichte über alte Geographie» (1885);
- «Die Felsenreliefs in Kleinasien und das Volk der Hittiter» (1887);
- «Griechische Inschriften des Britischen Museums» (1893);
- «The contributed to the first two volumes of Ausgrabungen zu Olympia» (Берлин, 1877-78)

Принимал участие в издании «Ausgrabungen in Olympia».

## Находки Гиршфельда в Олимпии

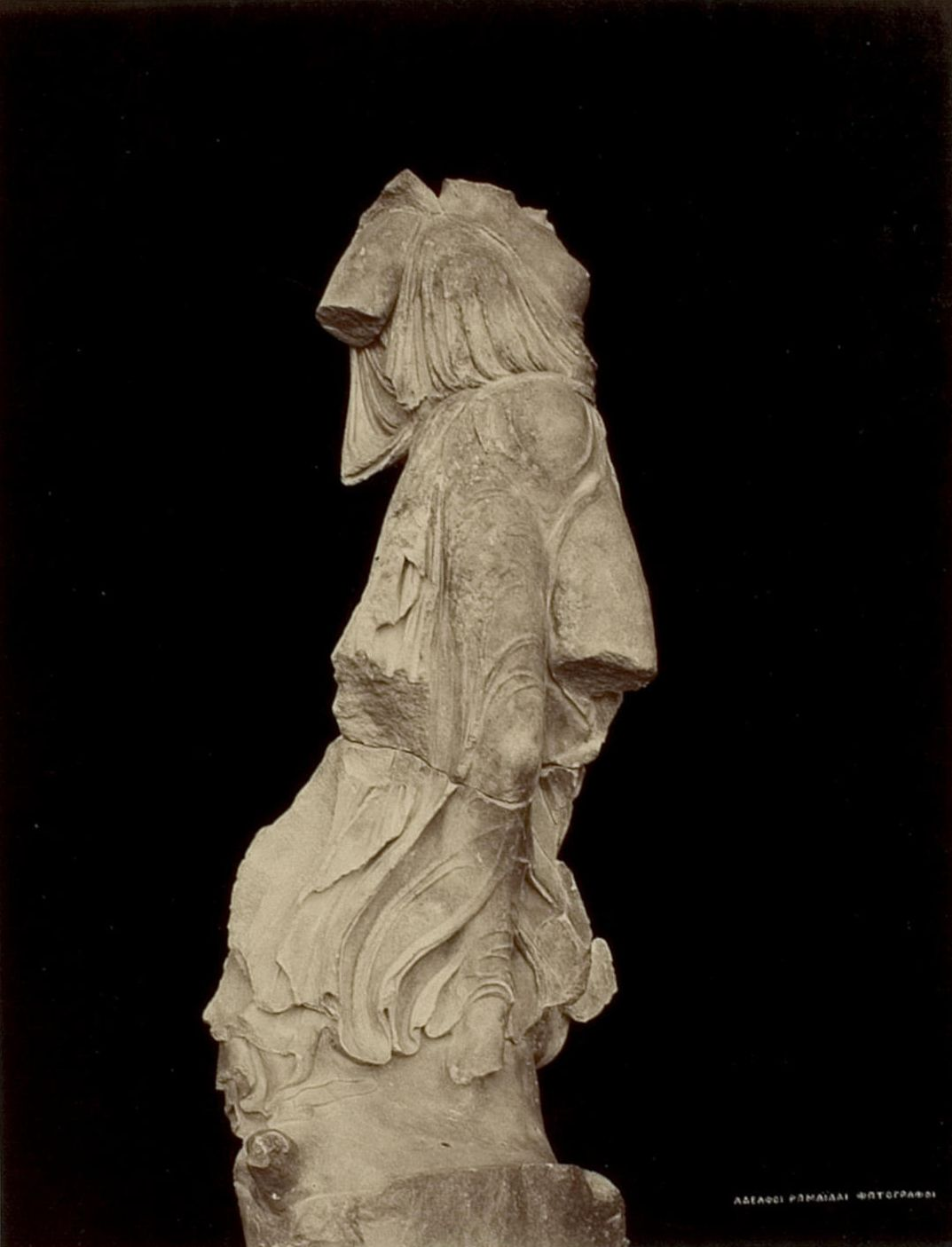
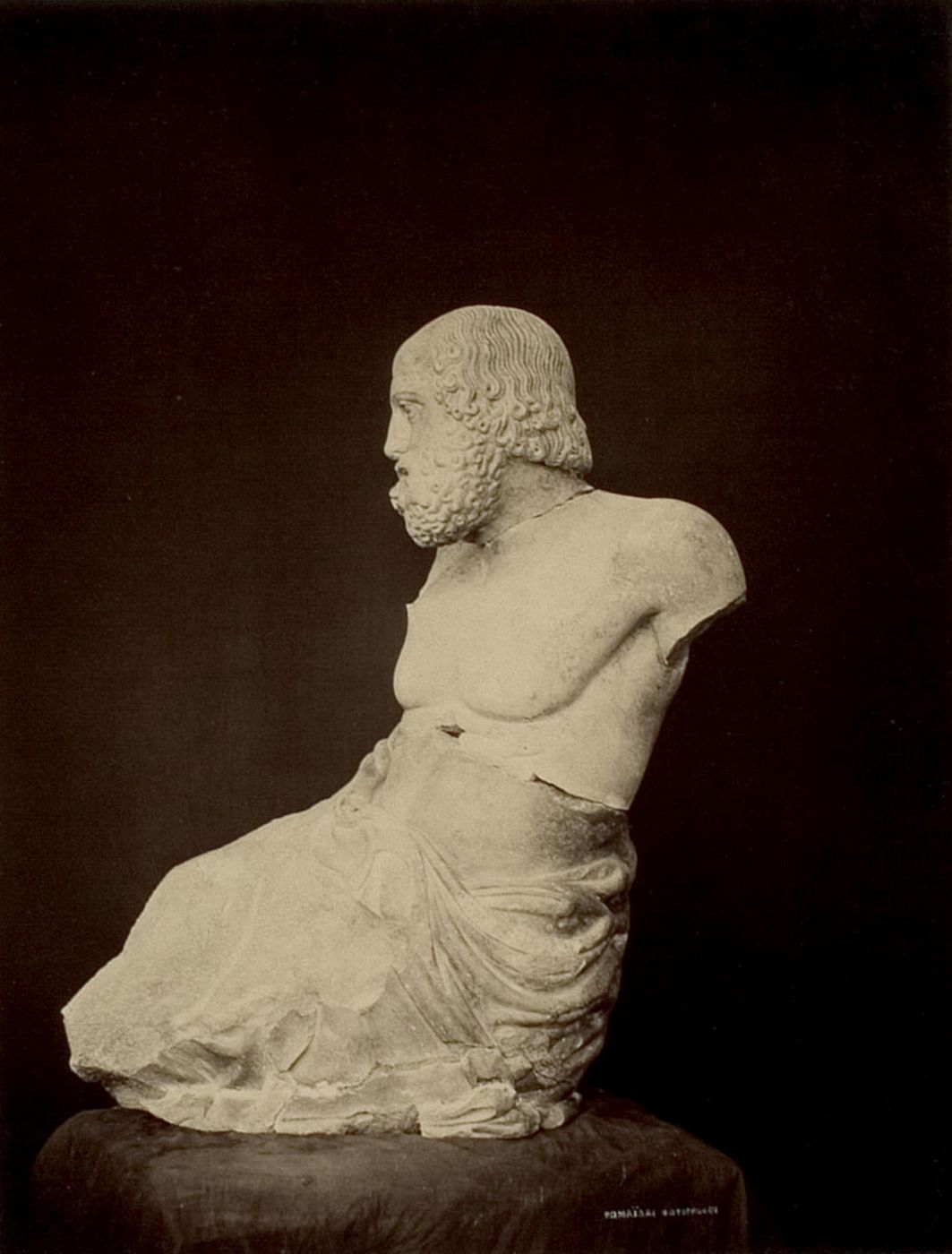
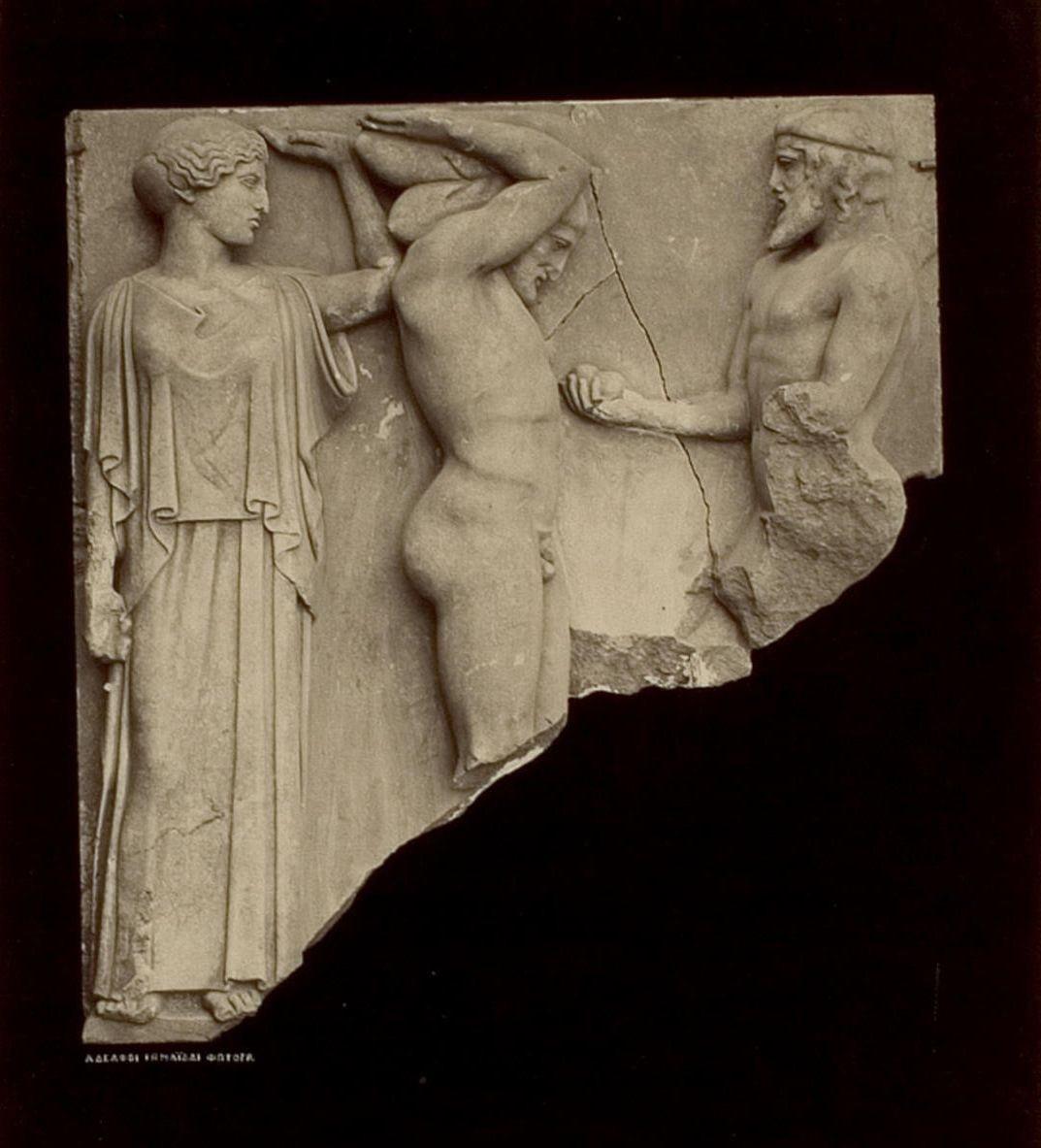
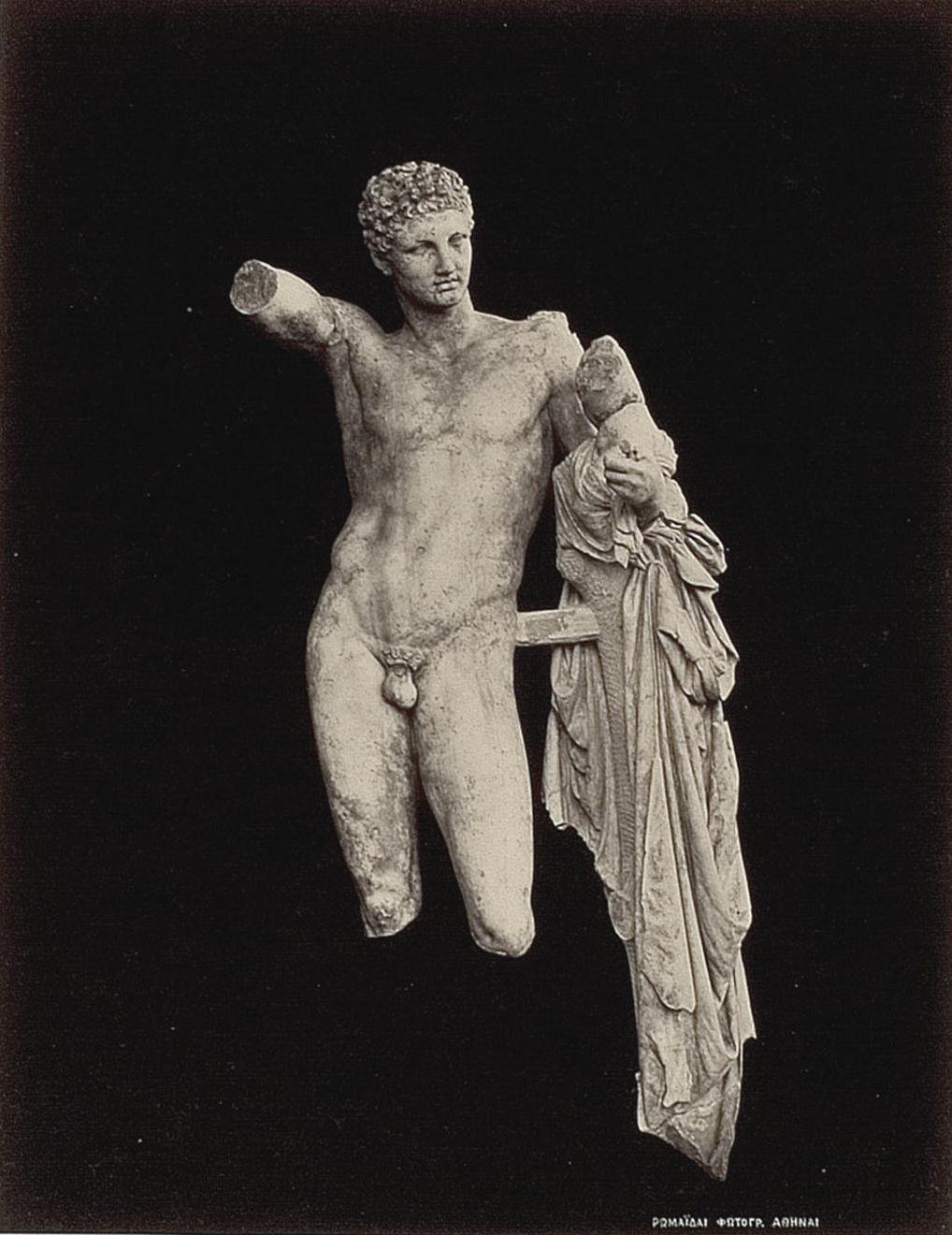